# The Sparrows
The Sparrows byla kanadská blues-rocková skupina, působící v šedesátých letech 20. století. Vyvinula se ze skupiny Jack London & The Sparrows. Později ze skupiny The Sparrows vznikla známá skupina Steppenwolf.

## Členové
| 1964      | - Jack London – kytara, zpěv - Dennis Edmonton – kytara, zpěv - Bert Enfield/Bruce Palmer – basová kytara, zpěv - Dave Hare/C.J. Feeney – klávesy, zpěv - Jerry Edmonton – bicí, zpěv          |
| 1965      | - Jack London/John Kay – kytara, zpěv - Dennis Edmonton – kytara, zpěv - Nick St. Nicholas – baskytara, zpěv - C.J. Feeney/Art Ayre/Goldy McJohn – klávesy, zpěv - Jerry Edmonton – bicí, zpěv |
| 1965–1967 | - John Kay – kytara, zpěv - Dennis Edmonton – kytara, zpěv - Nick St. Nicholas – baskytara, zpěv - Goldy McJohn – klávesy, zpěv - Jerry Edmonton – bicí, zpěv                                  |
| 1967      | - John Kay – kytara, zpěv - Michael Monarch – kytara, zpěv - Rushton Moreve – baskytara, zpěv - Goldy McJohn – klávesy, zpěv - Jerry Edmonton – bicí, zpěv                                     |